# Іванівка (Львівський район)
Іва́нівка (до 1946 року Янчин) — село в Україні, у Львівському районі Львівської області. Населення становить 535 осіб. Орган місцевого самоврядування — Перемишлянська міська рада. Через село проходить територіальна автошлях Т 2007 Бережани — Брюховичі.

## Населення

### Мова
Розподіл населення за рідною мовою за даними перепису 2001 року:
| Мова       | Кількість | Відсоток |
| ---------- | --------- | -------- |
| українська | 533       | 99.63%   |
| російська  | 2         | 0.37%    |
| Усього     | 535       | 100%     |

## Історія
- 1427 року згадується Іван із Янчина. На його печатці зображено герб Шалава[2].
- 1432 року польський шляхтич Миколай Парава з Любіна від короля Польщі Казимира Ягеллончика отримав записи 200 гривень на Янчині та 5-ти селах Львівського повіту.[3]
- У квітні 1939року польська влада заборонила діяльність у селі таких товариств: читальня «Просвіта», «Рідна школа», «Сільський господар», «Союз країнок»[4].

Село газифіковане. У селі є мінеральні джерела із сірководневою водою.

## Відомі люди

### Народилися
- Баран Теодор-Богдан (13 травня 1911 — 3 січня 1995) — український іконописець, громадський діяч.
- Кушнір Володимир (1881—1933) — український публіцист, видавець.
- Мирон Луцький — дідич у селі, офіцер Австро-Угорської армії, член УНДО.[6]
- Юрій Луцький (1919—2001) — український літературознавець, літературний критик, славіст, видавець, перекладач, діяч Об'єднання українських письменників «Слово».